# Poospiza
Poospiza  (boomgorzen) is een geslacht van vogels uit de familie van de Thraupidae (tangaren). De wetenschappelijke naam van het geslacht is voor het eerst geldig gepubliceerd in 1847 door Jean Cabanis.

## Soorten
- Poospiza baeri  – Tucumánboomgors
- Poospiza boliviana  – Boliviaanse boomgors
- Poospiza garleppi  – Cochabambaboomgors
- Poospiza goeringi  – Grijsrugboomgors
- Poospiza hispaniolensis  – Gekraagde boomgors
- Poospiza nigrorufa  – Zwartrosse boomgors
- Poospiza ornata  – Prachtboomgors
- Poospiza rubecula  – Roodborstboomgors
- Poospiza rufosuperciliaris  – Roodbrauwboomgors
- Poospiza whitii  – Kastanjebuikboomgors